# Muzeum Hrotovicka
Muzeum Hrotovicka je muzeum a památník v Hrotovicích umístěné v domě čp. 2 na náměstí 8. května. Věnuje se místní historii, představuje mimo jiné malíře Františka Bohumíra Zvěřinu, místního amatérského archeologa Jaroslava Palliardiho, zaniklou středověkou vesnici Mstěnice nebo hrotovickou tragédii, při které 8. května 1945 zemřelo 114 místních občanů. 
Původně zde, v malířově rodném domě, byl Památník Františka Bohumíra Zvěřiny nebo také Památník Františka Zvěřiny)Založení památníku předcházela existence Zvěřinovy síně v Krajinském zemědělském muzeu, to bylo spolu s památníkem padlých otevřeno v 1937 a sídlilo v Hrotovickém zámku. 
Muzeum bylo zrušeno v roce 1962, Zvěřinova síň však zůstala v budově zámku spolu s úřadem městyse. Památník v rodném domě F. B. Zvěřiny byl založen v roce 1. května 1971, podruhé byl pak slavnostně otevřen 1. května 1972. Památník byl rekonstruován a v nových prostorách otevřen 2. srpna 2001. Později byl uzavřen a 25. září 2018 bylo otevřeno Muzeum Hrotovicka.

## Památník F. B. Zvěřiny
František Bohumír Zvěřina se narodil v Hrotovicích v 4. února 1835, zemřel 27. prosince 1908 ve Vídni. Po návrhu syna Jaroslava Zvěřiny se hrotovický Čtenářský spolek rozhodl, že by bylo vhodné postavit pomník F. B. Zvěřinovi, ten byl 12. července 1913 odhalen na rohu zahrady panského hostince na rozcestí silnic vedoucích do Dalešic a do Slavětic. Pomník navrhl František Úprka, reliéf pomníku pak vytesal místní kameník Zelinka a dolní část pomníku pak vytvořil třebíčský kameník Činčera. Dne 30. května 1935 pak byla na rodném domě F. B. Zvěřiny odhalena pamětní deska, na počet výročí stého narození byla také přejmenována hlavní silnice v obci na Zvěřinovu třídu a škola přejmenována na Školu F. B. Zvěřiny.
V roce 1937 pak bylo založeno Vlastivědné Krajinské zemědělské muzeum s Památníkem padlých a Zvěřinovou síní. Muzeum i síň bylo umístěno v hrotovickém zámku. V expozici byly umístěny obrazy F. B. Zvěřiny, nábytek z pracovny F. B. Zvěřiny a další předměty. Muzeum pak existovalo až do roku 1962, kdy to pak bylo zrušeno – poslední zprávy o Zvěřinově síni jako součásti muzea jsou z roku 1955. Sbírky muzea pak převzalo Muzeum Vysočiny v Třebíči, Zvěřinova síň i se sbírkou zůstala však v hrotovickém zámku. Později byly sbírky ze Zvěřinově síni přesunuty do upraveného rodného domu F. B. Zvěřiny do domu čp. 8. Pomník F. B. Zvěřiny byl 24. dubna přesunut před rodný dům a následně v květnu 1971 byl památník slavnostně otevřen, stejně tak byl otevřen i 1. května 1972.
Památník nebyl běžně přístupný veřejnosti a 3. února 1985 byl opět slavnostně otevřen jako samostatný objekt, sbírky pak byly prezentovány v jediné místnosti, ve které byly navíc i nevhodné klimatické podmínky pro sbírkové předměty Ve spolupráci s tehdejším Západomoravským muzeem v Třebíči tak došlo k rekonstrukci památníku a část, kde dřív byl umístěn kinosál byla upravena pro potřeby muzejní expozice. Stejně tak byly v budově vytvořeny prostory pro informační a turistické centrum. Otevření památníku v nových prostorách proběhlo 2. srpna 2001.

## Zřízení městského muzea
V roce 2017 bylo rozhodnuto, že radnice města Hrotovice přebuduje památník na malé muzeum Hrotovic a okolí, kdy pomoci s přebudováním památníku na lokální muzeum by mělo Muzeum Vysočiny Třebíč. Předměty z expozice Františka Bohumíra Zvěřiny byly přesunuty do depozice a byly odstraněny vnitřní příčky. Zhruba za dva roky (tj. v roce 2019) má dojít k dobudování nového muzea. V expozicích pak mají být předměty spojené s dalšími rodáky či obyvatele města Hrotovic. V muzeu pak mají být vystaveny fotografie Karla Chrásta, mají také být vystaveny předměty spojené se strojníkem Janem Dolníkem. Součástí sbírky pak mají být i předměty zapůjčenými od občanů Hrotovic, např. nábytek či informace o městu a okolí a o jeho historii. Muzeum bude provozováno nadále městem. Radnice vyzvala občany Hrotovicka k tomu, aby případné dobové předměty předali do majetku muzea, v dubnu roku 2017 město Hrotovice prohlásilo, že z dobového nábytku do expozice již má téměř všechny druhy.
Dne 25. září 2018 bylo otevřeno nové muzeum po dvouleté rekonstrukci. V roce 2019 v muzeu probíhá několik přednáškových cyklů a rozšiřují se sbírky.

## Expozice
V expozici nově otevřeného Muzea Hrotovicka jsou umístěny expozice připomínající historii regionu, vesnici Mstěnice, obrazy F. B. Zvěřiny, replika fotoateliéru Karla Chrásta, události konce druhé světové války v Hrotovicích nebo vývoj průmyslu.
V expozici původní Zvěřinovy síně bylo umístěno 482 předmětů, jako například obrazy, kresby, tisky a další zdroje. V expozici Památníku Františka Bohumíra Zvěřiny byla expozice ze života a díla F. B. Zvěřiny, umístěny jsou v ní výtvarná díla, nábytek a předměty z cest na Balkán. Také jsou ve sbírce časopisy, ve kterých jsou uvedena díla F. B. Zvěřiny.